# Borghild Tenden
Borghild Tenden, född 23 juni 1951 i Stryn, är en norsk politiker i Venstre. Hon blev invald i Stortinget för Akershus fylke 2005. Som stortingspolitiker arbetar hon framför allt för en effektiv kollektivtrafik och säkrare vägar. Tenden är vice ordförande i Stortingets transport- och kommunikationskommitté (Stortingets transport- og kommunikasjonskomité).